# Orocrambus lindsayi
Orocrambus lindsayi là một loài bướm đêm trong họ Crambidae.